# Bàn (họ)
Họ Bàn là một họ của người Việt Nam. Họ Bàn ít phổ biến, có trong các cộng đồng Người Dao, Kinh, và Khmer Nam Bộ.

## Những người họ Bàn có danh tiếng
| Họ tên        | Sinh thời | Dân tộc  | Hoạt động |
| ------------- | --------- | -------- | --- |
| Bàn Tài Đoàn  | 1913-2007 | Dao Tiền | Nhà thơ, tên thật là Bàn Tài Tuyên, được Giải thưởng Nhà nước về Văn học Nghệ thuật năm 2001. Quê xã Quang Thành huyện Nguyên Bình tỉnh Cao Bằng. |
| Bàn Văn Thạch | ?-?       | Dao      | Viện trưởng Viện kiểm sát nhân dân tỉnh Bắc Kạn từ 2011 đến nay (2020).                                                                           |